# Laticilla
Laticilla — рід горобцеподібних птахів родини Pellorneidae. Представники цього роду мешкають в Південній Азії

## Таксономія
Раніше представників роду Laticilla відносили до роду Принія (Prinia) з родини тамікових (Cisticolidae), однак за результатами молекулярно-генетичного дослідження вони були переведені до відновленого роду Laticilla в родині Pellorneidae.

## Види
Виділяють два види:
- Принія рудогуза (Laticilla burnesii)
- Принія болотяна (Laticilla cinerascens)

## Етимологія
Наукова назва роду Laticilla походить від сполучення слів лат. latus — широкий і cilla — хвіст.